# Lidtjärnen (Norsjö socken, Västerbotten, 720103-166700)
Lidtjärnen är en sjö i Norsjö kommun i Västerbotten och ingår i Skellefteälvens huvudavrinningsområde.